# تاج‌آباد (جیرفت)
تاج‌آباد (جیرفت)، روستایی از توابع بخش مرکزی شهرستان جیرفت در استان کرمان ایران است.

## جمعیت
این روستا در دهستان اسفندقه قرار دارد و براساس سرشماری مرکز آمار ایران در سال ۱۳۸۵، جمعیت آن ۲۴۶ نفر (۶۰خانوار) بوده‌است.